# 圣米格尔-达斯马塔斯
圣米格尔-达斯马塔斯（葡萄牙語：São Miguel das Matas）是巴西巴伊亚州的一个市镇。总面积207.446平方公里，总人口10537人，人口密度50.8人/平方公里。